# 陽門二
HD 129456，又名CD-34 9868，SAO 205871、HR 5485，是一颗半人馬座的恒星，视星等为4.05，位于銀經327.48，銀緯22.29，其B1900.0坐标为赤經14h 37m 32.3s，赤緯-34° 22.29′ 35″。